# Cryptochrostis
Cryptochrostis là một chi bướm đêm thuộc họ Erebidae.